# Alcedininae
I martin pescatori fluviali o martin pescatori pigmei, appartenenti alla sottofamiglia Alcedininae Rafinesque, 1815, costituiscono una delle tre sottofamiglie dei martin pescatori. Questi uccelli sono diffusi in tutta l'Africa e nell'Asia orientale e meridionale fino all'Australia, con una specie, il martin pescatore comune (Alcedo atthis), presente anche in Europa e nell'Asia settentrionale. Questo gruppo comprende molte specie che si tuffano effettivamente in acqua per pescare. Si ritiene che l'origine della sottofamiglia sia asiatica.
Si tratta di uccelli dai colori vivaci, compatti, con coda corta, testa grande e becco lungo. Si nutrono di insetti o di pesci e depongono uova bianche in una tana scavata da loro stessi. Entrambi i genitori incubano le uova e nutrono i piccoli.

## Tassonomia
Uno studio di filogenesi molecolare sui martin pescatori fluviali, pubblicato nel 2007, ha rilevato che i generi allora riconosciuti non costituivano gruppi monofiletici. Le specie sono state quindi riorganizzate in quattro generi monofiletici. Un clade contenente quattro specie è stato assegnato al genere Corythornis, che è stato ripristinato, mentre cinque specie (martin pescatore minimo della Nuova Guinea, martin pescatore azzurro, martin pescatore nano delle isole Bismarck, martin pescatore argentato – oggi suddiviso in due specie distinte, martin pescatore argentato delle Filippine meridionali e martin pescatore argentato delle Filippine settentrionali – e martin pescatore pettoblu delle Filippine) sono state trasferite dal genere Alcedo al genere Ceyx.
Tutti i martin pescatori del genere Ceyx ricostituito, tranne uno, presentano tre dita invece delle consuete quattro. L'eccezione è rappresentata dal martin pescatore pigmeo di Sulawesi, che conserva un quarto dito vestigiale.
La sottofamiglia comprende 35 specie suddivise in quattro generi. Il martin pescatore nano africano viene talvolta classificato in un genere monotipico, Myioceyx, oppure insieme ai martin pescatori pigmei nel genere Ispidina. Le analisi molecolari suggeriscono che il martin pescatore pigmeo del Madagascar sia strettamente imparentato con il martin pescatore malachite.
| Specie in sequenza tassonomica |                                                           |                              |
| Genere                         | Nome comune                                               | Nome scientifico             |
| Ispidina Kaup, 1848            | Martin pescatore nano africano                            | Ispidina lecontei            |
| Ispidina Kaup, 1848            | Martin pescatore pigmeo africano                          | Ispidina picta               |
| Corythornis Kaup, 1848         | Martin pescatore pigmeo del Madagascar                    | Corythornis madagascariensis |
| Corythornis Kaup, 1848         | Martin pescatore ventrebianco                             | Corythornis leucogaster      |
| Corythornis Kaup, 1848         | Martin pescatore malachite                                | Corythornis cristatus        |
| Corythornis Kaup, 1848         | Martin pescatore malgascio                                | Corythornis vintsioides      |
| Alcedo Linnaeus, 1758          | Martin pescatore ceruleo                                  | Alcedo coerulescens          |
| Alcedo Linnaeus, 1758          | Martin pescatore dalla fascia blu di Giava                | Alcedo euryzona              |
| Alcedo Linnaeus, 1758          | Martin pescatore dalla fascia blu della Malesia           | Alcedo peninsulae            |
| Alcedo Linnaeus, 1758          | Martin pescatore splendente                               | Alcedo quadribrachys         |
| Alcedo Linnaeus, 1758          | Martin pescatore dalle orecchie blu                       | Alcedo meninting             |
| Alcedo Linnaeus, 1758          | Martin pescatore comune                                   | Alcedo atthis                |
| Alcedo Linnaeus, 1758          | Martin pescatore dal semicollare                          | Alcedo semitorquata          |
| Alcedo Linnaeus, 1758          | Martin pescatore di Blyth                                 | Alcedo hercules              |
| Ceyx Lacépède, 1799            | Martin pescatore tridattilo                               | Ceyx erithaca                |
| Ceyx Lacépède, 1799            | Martin pescatore delle Filippine                          | Ceyx melanurus               |
| Ceyx Lacépède, 1799            | Martin pescatore pigmeo di Sulawesi                       | Ceyx fallax                  |
| Ceyx Lacépède, 1799            | Martin pescatore nano di Sangihe                          | Ceyx sangirensis             |
| Ceyx Lacépède, 1799            | Martin pescatore variabile                                | Ceyx lepidus                 |
| Ceyx Lacépède, 1799            | Martin pescatore nano dimorfo                             | Ceyx margarethae             |
| Ceyx Lacépède, 1799            | Martin pescatore nano di Sula                             | Ceyx wallacii                |
| Ceyx Lacépède, 1799            | Martin pescatore nano di Buru                             | Ceyx cajeli                  |
| Ceyx Lacépède, 1799            | Martin pescatore nano papua                               | Ceyx solitarius              |
| Ceyx Lacépède, 1799            | Martin pescatore nano di Manus                            | Ceyx dispar                  |
| Ceyx Lacépède, 1799            | Martin pescatore nano della Nuova Irlanda                 | Ceyx mulcatus                |
| Ceyx Lacépède, 1799            | Martin pescatore nano della Nuova Britannia               | Ceyx sacerdotis              |
| Ceyx Lacépède, 1799            | Martin pescatore nano delle isole Bismarck                | Ceyx meeki                   |
| Ceyx Lacépède, 1799            | Martin pescatore nano della Nuova Georgia                 | Ceyx collectoris             |
| Ceyx Lacépède, 1799            | Martin pescatore nano di Malaita                          | Ceyx malaitae                |
| Ceyx Lacépède, 1799            | Martin pescatore nano di Guadalcanal                      | Ceyx nigromaxilla            |
| Ceyx Lacépède, 1799            | Martin pescatore nano di Makira                           | Ceyx gentianus               |
| Ceyx Lacépède, 1799            | Martin pescatore pettoblu delle Filippine                 | Ceyx cyanopecta              |
| Ceyx Lacépède, 1799            | Martin pescatore argentato delle Filippine meridionali    | Ceyx argentatus              |
| Ceyx Lacépède, 1799            | Martin pescatore argentato delle Filippine settentrionali | Ceyx flumenicola             |
| Ceyx Lacépède, 1799            | Martin pescatore azzurro                                  | Ceyx azureus                 |
| Ceyx Lacépède, 1799            | Martin pescatore nano delle isole Bismarck                | Ceyx websteri                |
| Ceyx Lacépède, 1799            | Martin pescatore minimo della Nuova Guinea                | Ceyx pusillus                |

## Descrizione

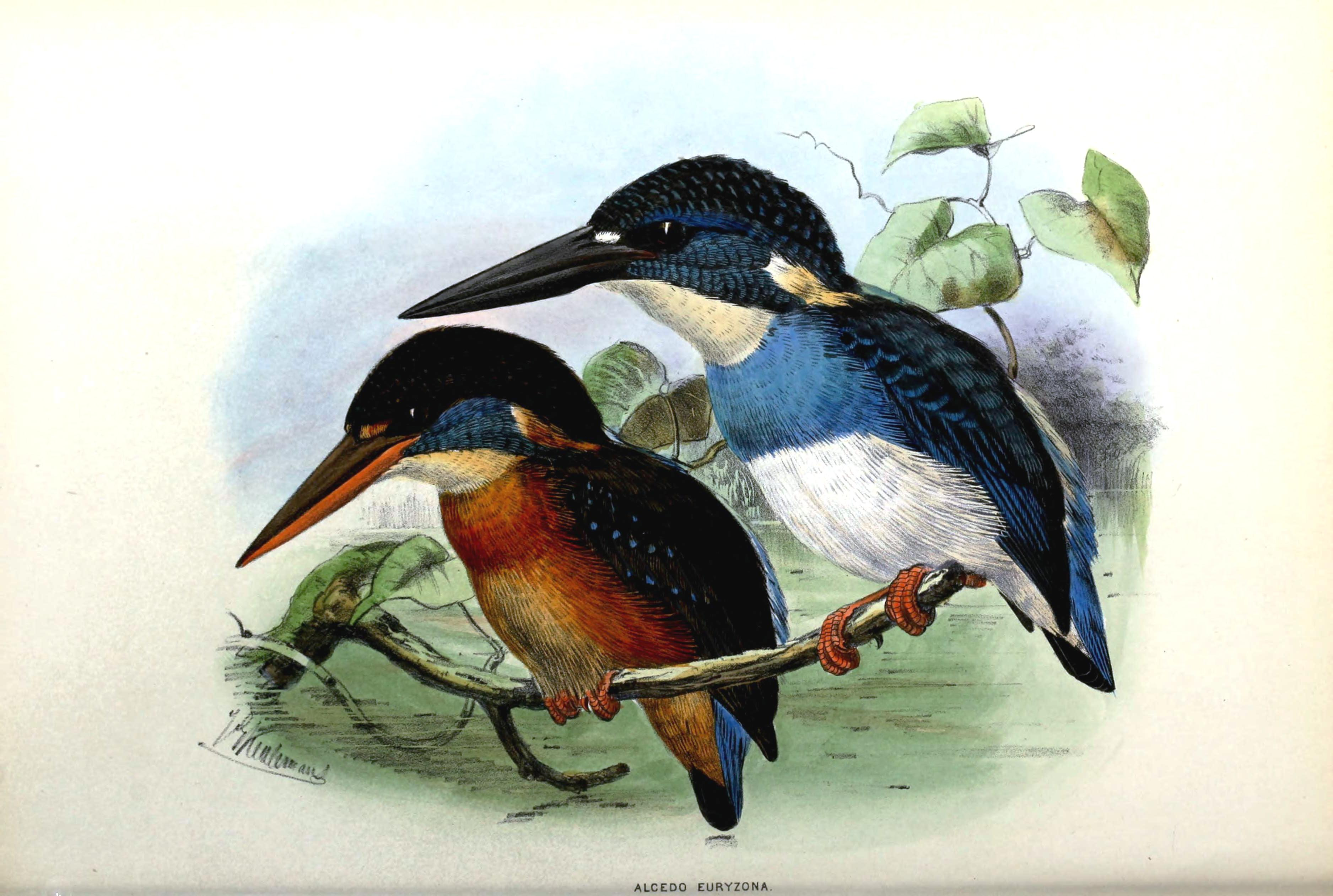
Martin pescatore dalla fascia blu

Tutti i martin pescatori sono uccelli compatti, con coda corta, testa grande e becco lungo e appuntito. Come gli altri Coraciiformi, sono caratterizzati da colori vivaci. Le specie del genere Alcedo presentano solitamente parti superiori e testa di colore blu metallico, mentre le parti inferiori sono arancioni o bianche. In alcune specie, come il martin pescatore nano delle isole Bismarck, i sessi sono identici, ma nella maggior parte dei casi si osserva un certo dimorfismo sessuale, che può variare da una semplice differenza nel colore del becco, come nel martin pescatore comune, fino a una diversa colorazione dell'intero piumaggio. Ad esempio, il maschio del martin pescatore dalla fascia blu ha le parti inferiori bianche con una banda pettorale blu, mentre la femmina presenta parti inferiori arancioni.
I piccoli martin pescatori che compongono il resto della famiglia hanno generalmente parti superiori blu o arancioni e parti inferiori bianche o color crema, mostrando scarse variazioni tra i sessi. In tutta la famiglia, il colore del becco è correlato alla dieta: le specie insettivore hanno il becco rosso, mentre quelle ittiofaghe lo hanno nero.
Quando sono appollaiati, i martin pescatori mantengono una posizione piuttosto eretta, mentre il volo è rapido e diretto. Il richiamo è tipicamente un semplice squittio acuto, spesso emesso durante il volo.

## Distribuzione w habitat

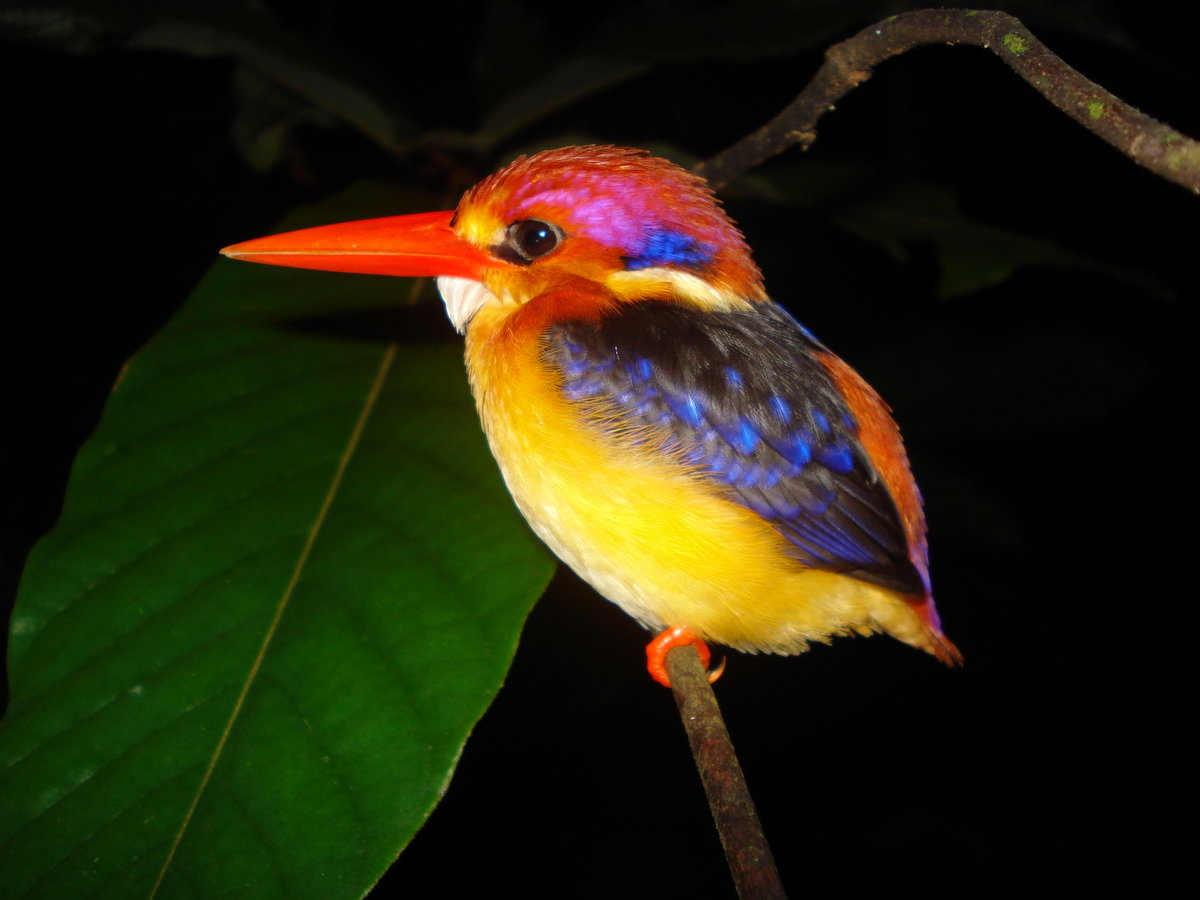
Martin pescatore tridattilo

La maggior parte degli alcedinidi si trova nei climi caldi dell'Africa e dell'Asia meridionale e sud-orientale. Tre specie raggiungono l'Australia, ma solo il martin pescatore comune è presente nella maggior parte dell'Europa e dell'Asia temperata. Nessun membro di questa famiglia è presente nelle Americhe, anche se si ritiene che i martin pescatori verdi americani derivino dagli alcedinidi. L'origine della famiglia è probabilmente da collocare nell'Asia meridionale, che ancora oggi ospita il maggior numero di specie.
Le specie dei generi Ceyx e Ispidina sono in prevalenza uccelli delle foreste pluviali umide o di altri ambienti boschivi e non sono necessariamente legate alla presenza dell'acqua. I martin pescatori del genere Alcedo sono invece solitamente associati a corsi d'acqua dolce, spesso in habitat aperti, sebbene alcune specie vivano prevalentemente in foresta.

## Comportamento

### Riproduzione
I martin pescatori fluviali sono monogami e territoriali. La coppia scava una tana nella banchina di un fiume e depone due o più uova bianche direttamente sulla superficie nuda. Entrambi i genitori incubano le uova e nutrono i piccoli. La deposizione delle uova avviene a intervalli di un giorno, così che, in caso di scarsità di cibo, solo i pulcini più grandi e anziani vengano alimentati. Alla schiusa, i piccoli sono nudi, ciechi e del tutto indifesi, e si appoggiano sui talloni, a differenza di qualsiasi altro uccello adulto.

### Alimentazione
Le piccole specie dei generi Ceyx e Ispidina si nutrono principalmente di insetti e ragni, ma catturano anche girini, rane e ninfe di effimere nelle pozzanghere. Sono in grado di cacciare insetti in volo e il loro becco rosso è appiattito per facilitare la cattura degli insetti. I martin pescatori del genere Alcedo sono tipicamente pescatori di pesci, con becco nero, ma catturano anche invertebrati acquatici, ragni e lucertole. Alcune specie sono principalmente insettivore e possiedono un becco rosso. Di solito i pesci vengono catturati tuffandosi in acqua da un posatoio, anche se il martin pescatore può talvolta restare sospeso in volo per un attimo prima di tuffarsi.